# Marie Key
Marie Key Kristiansen (født 7. oktober 1979 i København), bedre kendt som Marie Key, er en dansk pop-sangerinde og sangskriver. Marie Key brød igennem i 2005 i folk-pop bandet Marie Key Band i KarriereKanonen på P4, med sangene "Per" og "Kleptoman". Gruppens debutalbum Udtales ['kæj] udkom i 2006, og var produceret af Henrik Balling. Herfra blev singlen "Mormor" remixet af Pharfar i reggae-dubversionen "Mormor og Pharfar", der blev valgt til Ugens Uundgåelige.
Marie Key udsendte sit første soloalbum, I byen igen i 2011, hvorfra "Mere snak - mindre musik" blev et mindre radiohit. Marie Key fik sit kommercielle gennembrud med sit andet soloalbum, De her dage i 2012. Albummet blev valgt til årets danske album i Politiken og Berlingske. De her dage har modtaget dobbelt-platin, og har affødt hitsinglerne "Uopnåelig" og "Uden forsvar". Marie Key vandt i 2013 P3 Prisen ved P3 Guld, samt de medfølgende 100.000 kroner. Ved Danish Music Award 2013 vandt Marie Key seks ud af syv priser som hun var nomineret til, herunder Årets danske album og Årets danske sangskriver. De her dage var det tredje bedst sælgende album i 2013.
Den 29. december 2014 udkom singlen "Fatter det nu" som forløber til studiealbummet Tænker du vi danser, der udkom den 2. februar 2015.
Hun var en del af Rytteriets Husorkester med Henrik Balling. Sangene blev udgivet på Rytteriet 2 i 2014.

## Diskografi

### Marie Key

#### Album
| Titel               | Album detaljer                                                                           | Højeste placering | Certificering |
| Titel               | Album detaljer                                                                           | Danmark           | Certificering |
| ------------------- | ---------------------------------------------------------------------------------------- | ----------------- | ------------- |
| I byen igen         | - Udgivet: 26. august 2011 - Selskab: Genlyd, Sony Music - Format: CD, download          | 23                | - Platin      |
| De her dage         | - Udgivet: 29. oktober 2012 - Selskab: Genlyd, Sony Music - Format: LP, CD, download     | 1                 | - 3× Platin   |
| Tænker du vi danser | - Udgivet: 2. februar 2015 - Selskab: Genlyd, Sony Music - Format: LP, CD, download      | 1                 | - Platin      |
| Marie Key           | - Udgivet: 23. oktober 2020 - Selskab: Temper Records, Sony Music - Format: LP, download |                   |               |
| Giganter            | • Udgivet: 23. marts 2018 • Selskab: Sony Music                                          |                   |               |
| På vej hjem         | • Udgivet: 2024 • Selskab: Sony Music                                                    |                   |               |

#### Singler
| År                                                               | Titel                      | Højeste placering | Højeste placering | Højeste placering | Certificering                               | Album                                                           |
| År                                                               | Titel                      | Download          | Streaming         | Airplay           | Certificering                               | Album                                                           |
| ---------------------------------------------------------------- | -------------------------- | ----------------- | ----------------- | ----------------- | ------------------------------------------- | --------------------------------------------------------------- |
| 2010                                                             | "Stå op"                   | —                 | —                 | —                 |                                             | I byen igen                                                     |
| 2011                                                             | "Mere snak - mindre musik" | —                 | —                 | 18                |                                             | I byen igen                                                     |
| 2011                                                             | "Se nu herhen"             | 16                | —                 | —                 |                                             | I byen igen                                                     |
| 2012                                                             | "Uopnåelig"                | 4                 | 13                | 3                 | - Guld (download) - 2× Platin (streaming)   | De her dage                                                     |
| 2012                                                             | "Langt ude"                | 36                | —                 | —                 |                                             | ikke-album single; cover af L.O.C.-sang fra albummet Libertiner |
| 2013                                                             | "Uden forsvar"             | 3                 | 2                 | 8                 | - Platin (download) - 3× Platin (streaming) | De her dage                                                     |
| 2013                                                             | "Landet"                   | 24                | —                 | 15                | - Platin (streaming)                        | De her dage                                                     |
| 2015                                                             | "Fatter det nu"            | 19                | 19                | 1                 | - Guld (streaming)                          | Tænker du vi danser                                             |
| 2015                                                             | "Hjerte der banker"        | —                 | —                 | 15                |                                             | Tænker du vi danser                                             |
| "—" markerer en udgivelse der ikke opnåede en hitlisteplacering. |                            |                   |                   |                   |                                             |                                                                 |

Gæsteoptrædener
| År                                                               | Titel                                     | Højeste placering | Højeste placering | Højeste placering | Certificering                            | Album         |
| År                                                               | Titel                                     | Download          | Streaming         | Airplay           | Certificering                            | Album         |
| ---------------------------------------------------------------- | ----------------------------------------- | ----------------- | ----------------- | ----------------- | ---------------------------------------- | ------------- |
| 2013                                                             | "Gå med dig" (Nephew featuring Marie Key) | 1                 | 19                | 4                 | - Platin (download) - Platin (streaming) | Hjertestarter |
| "—" markerer en udgivelse der ikke opnåede en hitlisteplacering. |                                           |                   |                   |                   |                                          |               |

### Marie Key Band
- Udtales ['kæj] (2006)
- EP (2008)
- Hver sin vej (2008)